# فندق أتلانتس نخلة الجميرا (دبي)
أتلانتس ذا بالم هو منتجع فاخر يقع على نخلة جميرا الشهيرة في دبي، الإمارات العربية المتحدة. افتتح في 24 سبتمبر 2008، وتم تطويره كمشروع مشترك بين شركة كيرزنر إنترناشونال هولدينغز وشركة إستثمار ورلد. يعرف المنتجع بطابعه المميز المستوحى من أسطورة أطلانتس والممزوج بعناصر عربية، ويضم فندقًا يضم 1,544 غرفة موزعة على برجين، بالإضافة إلى منتزه أكوافنتشر المائي وأكواريوم ذا لوست تشامبرز الذي يضم أكثر من 65,000 كائن بحري. كما يُعد أتلانتس، ذا بالم وجهة طهي مميزة، حيث يضم 35 مطعمًا عالميًا مشهورًا مثل نوبو، هاكاسان، والمطعم الفريد تحت الماء أوسيانو. يضم المنتجع أيضًا أجنحة بوسيدون ونبتون تحت الماء، التي تقدم تجربة استثنائية مع إطلالات بانورامية على بحيرة السفير.
افتتح المنتجع بحفل ضخم شمل عرضًا مذهلًا للألعاب النارية وأداء من قبل كايلي مينوغ، لكن الافتتاح لم يخلُ من الجدل. ففي السنوات التي تلت الافتتاح، تعرض المنتجع لانتقادات بشأن تعامله مع الحياة البحرية، خاصة فيما يتعلق باستيراد الدلافين واحتجاز سمكة قرش الحوت. ورغم الانتقادات، يواصل أتلانتس، ذا بالم كوجهة سياحية رئيسية، حيث يُشيد بتصميمه المبتكر ومرافقه العالمية وجاذبيته للزوار من جميع الأعمار.

## التطوير
افتتح منتجع أتلانتس ذا بالم في 24 سبتمبر 2008 كمشروع مشترك بين كيرزنر إنترناشيونال القابضة المحدودة واستثمار وورلد. وفي أبريل 2012، استحوذت استثمار وورلد على حصة كيرزنر البالغة 50% في المشروع مقابل 250 مليون دولار أمريكي، بينما بقيت إدارة المنتجع تحت إشراف منتجعات كيرزنر الدولية.
تولت شركة نورث بوينت جنوب إفريقيا وضع التصميم المعماري المفاهيمي للمنتجع، فيما كانت شركة ويمبرلي، أليسون، تونغ وغو المتخصصة في تصميم الفنادق الفاخرة، هي المعمارية الرسمية للمشروع.  
أسند العقد الرئيسي للبناء إلى شركة لاينغ أوروك البريطانية متعددة الجنسيات، التي أشرفت على مراحل تصميم وإنشاء الفندق المكون من 23 طابقًا ومنتزه الألعاب المائية التابع له.

## الافتتاح
تم الافتتاح الرسمي للفندق في 24 سبتمبر 2008.
قبل حفل الافتتاح بعدة أيام، اندلع حريق في الردهة الرئيسية للفندق، مما أثار مخاوف حول موعد افتتاحه. ولكن تم إصلاح الأضرار في الوقت المناسب، وافتتح الفندق في الموعد المحدد.

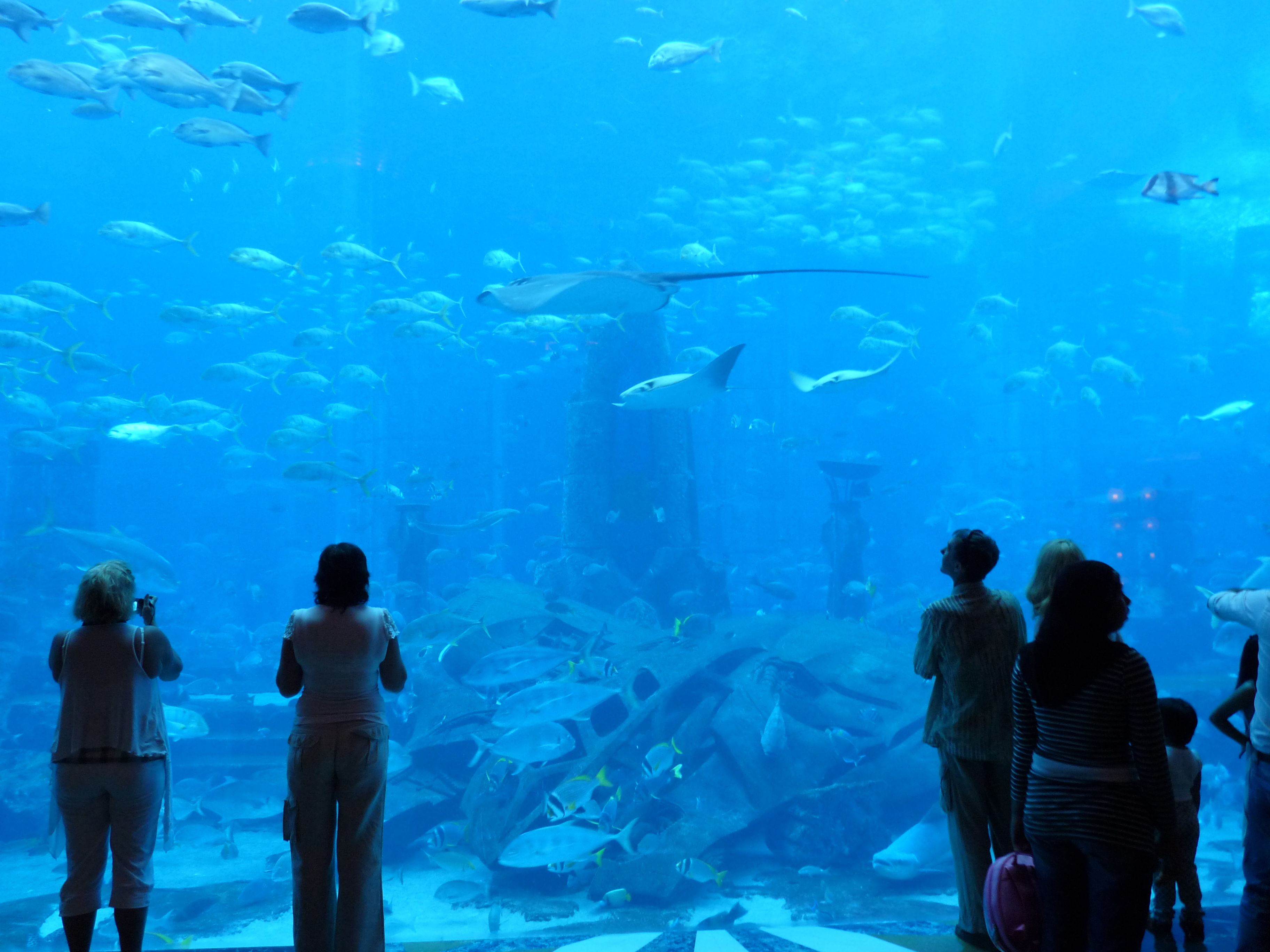
حوص السمك العملاق في الفندق

تضمن جزء من الاحتفال الافتتاحي عرضًا ضوئيًا متحركًا على واجهة الفندق، حيث تم إطلاق 100,000 من الألعاب النارية، وهو ما يعادل سبع مرات كمية الألعاب النارية التي استخدمت في افتتاح دورة الألعاب الأولمبية في بكين 2008. استمر العرض لمدة 15 دقيقة، وأضاء السماء عبر المسافة التي تمتد 5 كم (3.1 ميل) على جزيرة نخلة جميرا بأكملها، بما في ذلك منتجع أتلانتس، ذا بالم. تم استخدام قذائف مصممة خصيصًا، تم شحنها من مختلف أنحاء العالم، لإنشاء هذا العرض الرائع من 716 نقطة إطلاق حول الجزيرة، بما في ذلك 400 شرفة في المنتجع. ويزعم مبتكر العرض "فاير وركس باي جروتشي" أن العرض حقق رقمًا قياسيًا عالميًا جديدًا، رغم أن موسوعة "غينيس" للأرقام القياسية لم تعلن عن الحالة بعد. تكلف حفل الافتتاح حوالي 15 مليون جنيه إسترليني، حيث قدمت كايلي مينوغ عرضًا لمدة 60 دقيقة مقابل 2 مليون جنيه إسترليني أمام 2,000 ضيف.

## الفندق
يتميز منتجع أتلانتس ذا بالم بطابعه البحري ويضم 1,544 غرفة موزعة بين جناحي الإقامة: البرج الشرقي والبرج الغربي. يضم المنتجع أيضًا أكوافنتشر، أحد أشهر منتزهات الألعاب المائية، بالإضافة إلى أكواريوم ذا لوست تشامبرز الذي يحتضن أكثر من 65,000 كائن بحري.
يُعد المنتجع وجهة رائدة لعشاق المأكولات في المنطقة، حيث يوفر للضيوف تجربة فريدة من خلال 35 مطعمًا عالميًا، من بينها بريد ستريت كيتشن آند بار، ستريت بيتزا، هاكاسان، نوبو، إن فويغو، وسيفاير ستيك هاوس آند بار. كما يتميز المطعم الفاخر أوسيانو بتقديم تجربة تناول طعام استثنائية تحت الماء.

## الغرف تحت الماء
تُعد أجنحة بوسيدون ونبتون في منتجع أتلانتس ذا بالم من بين عدد قليل جدًا من الغرف الفندقية تحت الماء على مستوى العالم، وغالبًا ما تحتل مواقع بارزة في قوائم أماكن الإقامة الأكثر تميزًا وفخامة.  
تبلغ مساحة كل جناح حوالي 165 مترًا مربعًا (1,780 قدمًا مربعًا)، حيث يقع المدخل والطابق العلوي على مستوى الأرض، بينما تقع غرفة النوم الرئيسية والحمام تحت مستوى الماء. تتميز الأجنحة بنوافذ ضخمة ممتدة من الأرض إلى السقف في كل من غرفة النوم والحمام، وتوفر إطلالات مباشرة على بحيرة السفير التي تحتضن تشكيلة واسعة من الكائنات البحرية الاستوائية.  
يمكن للضيوف الاستمتاع بتجربة فريدة بمشاهدة أسماك القرش والشفنين وأنواع مختلفة من الأسماك وهي تنساب بهدوء بجوار النوافذ، في مشهد ساحر يكشف عن حوض مائي يضم 65,000 كائن بحري.

## وصلات خارجية
- الموقع الرسمي للمنتجع